# Prorocopis eulopha
Prorocopis eulopha là một loài bướm đêm trong họ Noctuidae.